# Museo di Bielsko-Biała

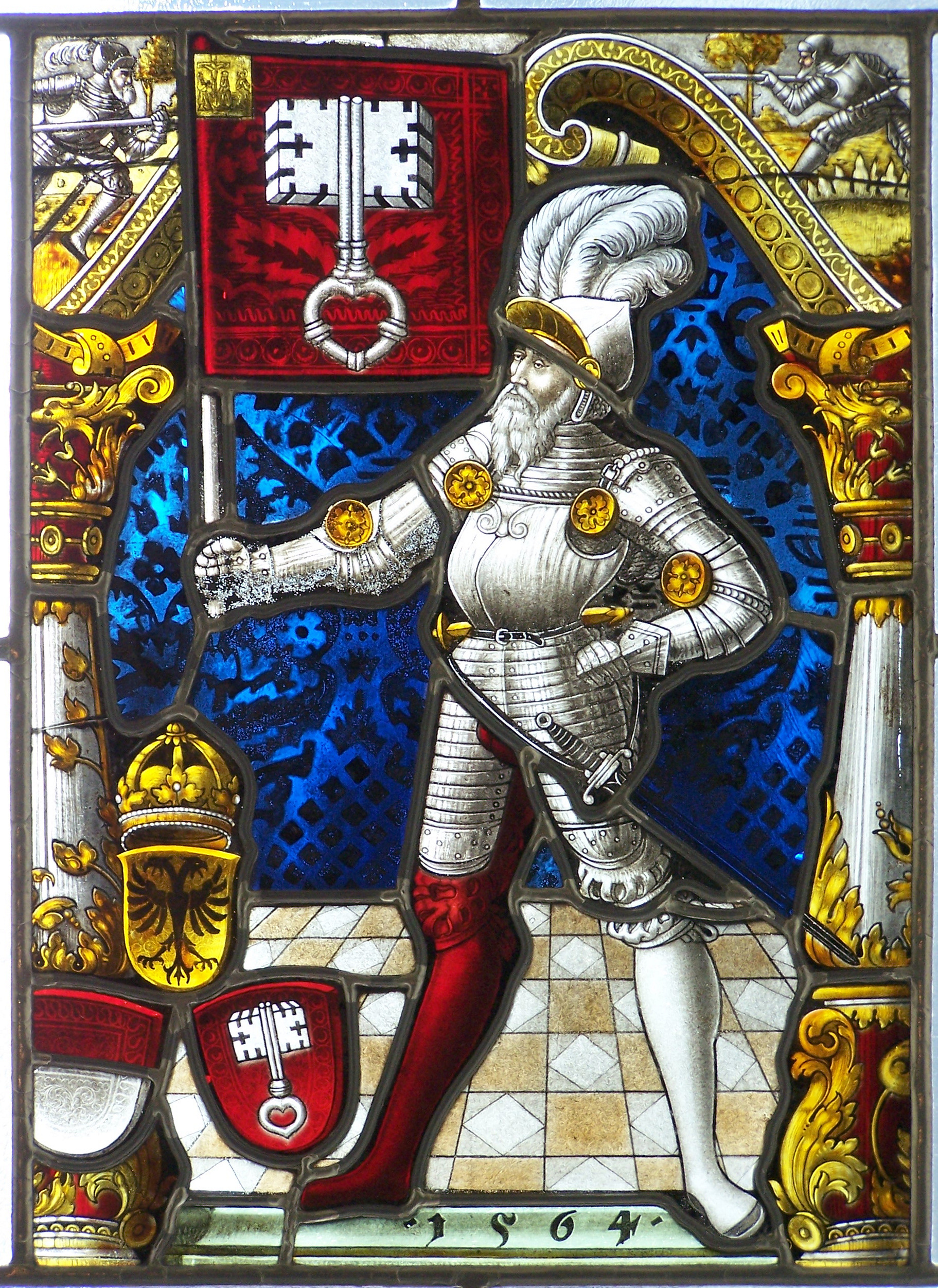
Vetrata multicolore del Castello

Il museo di Bielsko-Biała la cui sede centrale si trova nello storico castello di Bielsko in Polonia, continua le tradizioni museali dei primi anni del XX secolo quando vennero creati due musei separati. A partire dagli anni 70 furono costituite le seguenti filiali: Museo di Julian Fałat, Museo di Tecnica e Industria Tessile, Museo Casa del Tessitore.

## La storia del Castello
Il castello che sorge nel centro di Bielsko-Biała è la più vecchia e la più grande costruzione storica della città di Bielsko. La leggenda dice che prima, nel luogo in cui si trova oggi il castello c'era una fortezza di briganti che assaltavano i mercanti in viaggio. Il principe Kazimierz di Opole (morto nel 1229/30) conquistò la fortezza e uccise i briganti e fece costruire lì un piccolo castello dei cacciatori, che col passar del tempo fu ampliato per diventare un grande castello attorno al quale si sviluppò la città di Bielsko. 
La parte più remota del castello risale al XIV secolo, nei secoli successivi si fanno ingrandimenti e ricostruzioni. È un castello di tipo municipale sin dall'inizio incluso nel sistema di fortificazioni di Bielsko come l'elemento più forte delle medesime. Per secoli assolve il ruolo di fortezza confinaria della Slesia, prima con la frontiera dei ducati di Cieszyn e Oświęcim, a partire dalla metà del XV secolo con la frontiera polacco-ceca, e dal 1526 con quella austriaco-polacca. Dalla fine del XVI secolo il ruolo difensivo del castello diminuisce e lo stesso diventa pian piano una residenza nobiliare. L'aspetto attuale del castello risale all'ultima grande ricostruzione effettuata nella seconda metà del XIX secolo, che cancellò i tratti del vecchio stile. 
Il castello costruito dalla dinastia dei Piasti, che governano il Ducato di Cieszyn per due secoli, funge da una delle loro sedi. Dal 1572 costituisce il centro amministrativo ed economico dello stato autonomo di Bielsko governato dagli esponenti di famiglie nobili come ad esempio Promnitz, Schaffgotsch, Sunnegh, Solms e Haugwitz. Nel 1752 lo stato autonomo viene elevato allo status di ducato e passa nelle mani della famiglia i Sulkowski. Il ducato di Bielsko esiste fino al 1849 quando in Austria viene istituito un nuovo sistema amministrativo che cancella le vecchie strutture feudali. Di conseguenza il ducato viene incorporato nel territorio amministrato dallo starosta del poviat. Lo stesso castello e numerose proprietà in prossimità della città rimangono in possesso della famiglia Sulkowski fino al 1945. Finita la Seconda guerra mondiale, il castello viene annesso dallo Stato Polacco al proprio territorio e da allora funge da sede di molte istituzioni di cultura. Dal 1983 è utilizzato esclusivamente dal Museo Statale di Bielsko-Biała, che dipende dalle autorità locali della Slesia con sede a Katowice.

### La caratteristica dell'esposizione
L'esposizione permanente del castello di Bielsko comprende una serie di stanze al primo piano ed è accessibile attraverso un vestibolo del XIX secolo restaurato nel 2001. Nell'ala ovest del palazzo si trova la sala dei cacciatori e la sala delle armi, anche queste aperte al pubblico nel 2001. Nei locali dell'ala sud si trova una parte dell'esposizione dedicata alla storia della città e del castello ed alla tradizione artigianale di Bielsko e di Biała. Nella parte adiacente è situata l'aula dei concerti rococò con le policromie restaurate e il salone Biedermeier . Il vanto dell'esposizione sono le due stufe, una del XVIII e l'altra del XIX secolo. 
Nell'ala est del castello si trova la pinacoteca. Lì sono esposte la pittura realistica e accademica polacca e straniera del XIX secolo, la pittura del periodo della Giovane Polonia, le opere degli artisti legati a Bielsko-Biała nel periodo tra le due guerre e nel dopoguerra. Nel corridoio dalla parte del cortile viene esposta la collezione di grafica degli artisti dei primi anni del XX secolo insieme a numerosi ritratti che presentano gli abitanti di Bielsko e di Biała del XIX e del XX secolo. Al pianterreno si trovano inoltre tre stanze destinate alle esposizioni temporanee del museo.

## La storia del Museo
Il museo di Bielsko-Biała la cui sede centrale si trova nello storico castello di Bielsko,  continua le tradizioni museali dei primi anni del XX secolo quando vennero creati due musei separati. 
Il Museo di Biała fu aperto il 3 dicembre 1904 presso il Palazzo Municipale. Nel 1920 l'attività del Museo fu sospesa e tutti i pezzi della collezione furono depositati in una stanza, mentre l'intero edificio fu destinato ad altri scopi. Il Museo fu riaperto nel 1932, questa volta nell'interrato del palazzo, per essere chiuso allo scoppio della Seconda guerra mondiale.
Il museo di Bielsko fu riaperto al pubblico il 25 febbraio 1906 nel cosiddetto Vecchio Palazzo Municipale in via Rynek 9, dove è rimasto attivo ininterrottamente fino al 1941. Per iniziativa del conservatore del museo Edward Schnack, nel periodo fra le due guerre, l'esposizione fu notevolmente estesa. All'epoca era uno dei maggiori musei di carattere regionale in Polonia, il terzo della Slesia dopo i musei di Katowice e Cieszyn. 
Nel 1941 le autorità nazista unirono entrambi i musei municipali e crearono il cosiddetto Heimatmuseum localizzato a Biała presso l'ex casa dell'artigianato, laddove operò fino alla fine della Seconda guerra mondiale. 
Nel 1945 il museo riprese la sua attività. Il Museo municipale di Bielsko fu aperto al pubblico il 14 febbraio 1947. A partire dagli anni 70 furono costituite le seguenti filiali: Museo di Julian Fałat (1973), Museo di Tecnica Tessile – oggi Museo di Tecnica e Industria Tessile (1979), Museo Casa del Tessitore (1992). Dal 2001 porta il nome del „Museo di Bielsko-Biała”.

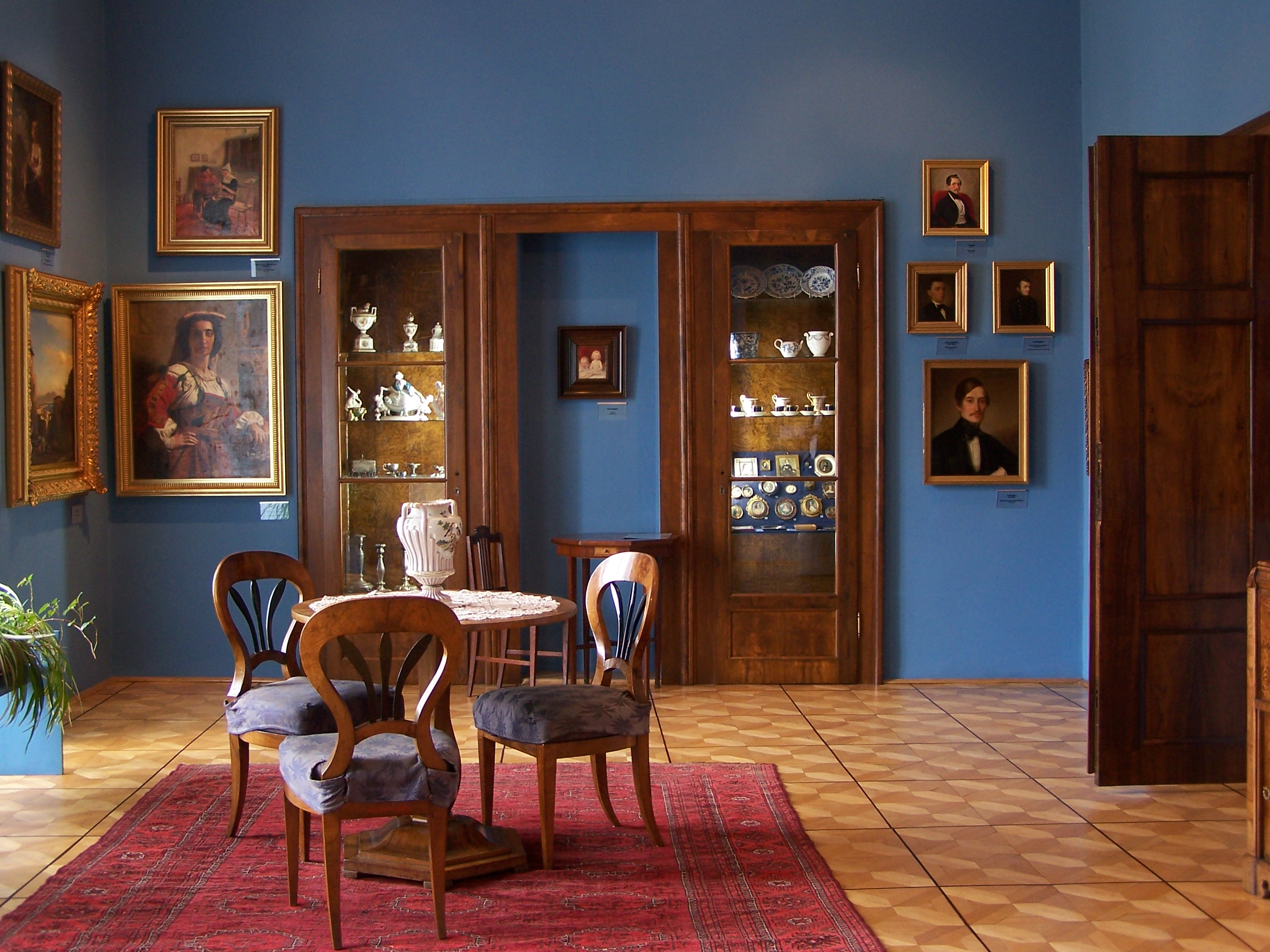
"Il salone blu" e una galleria d'arte presso
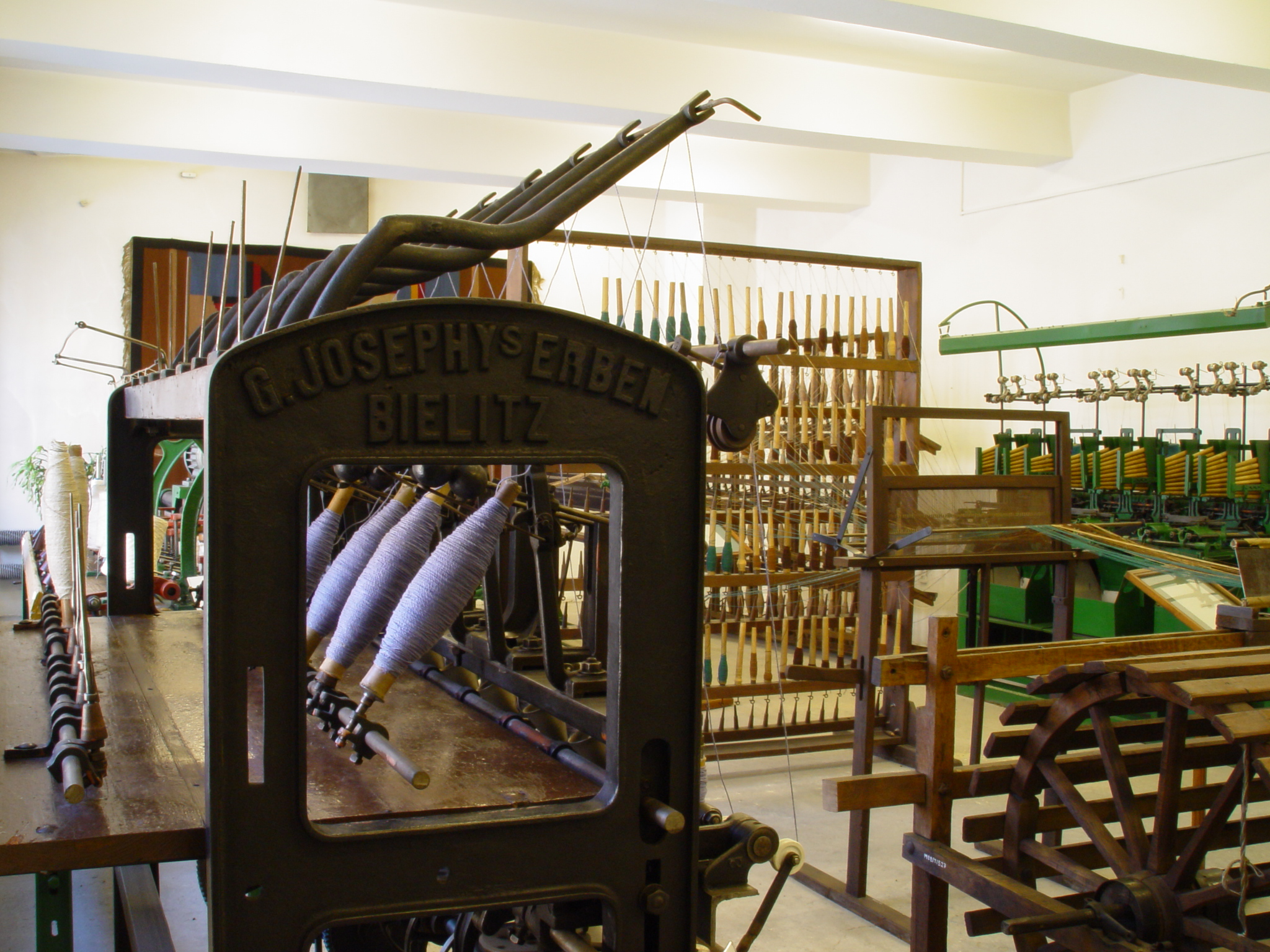
Museo di Tecnica e Industria Tessile
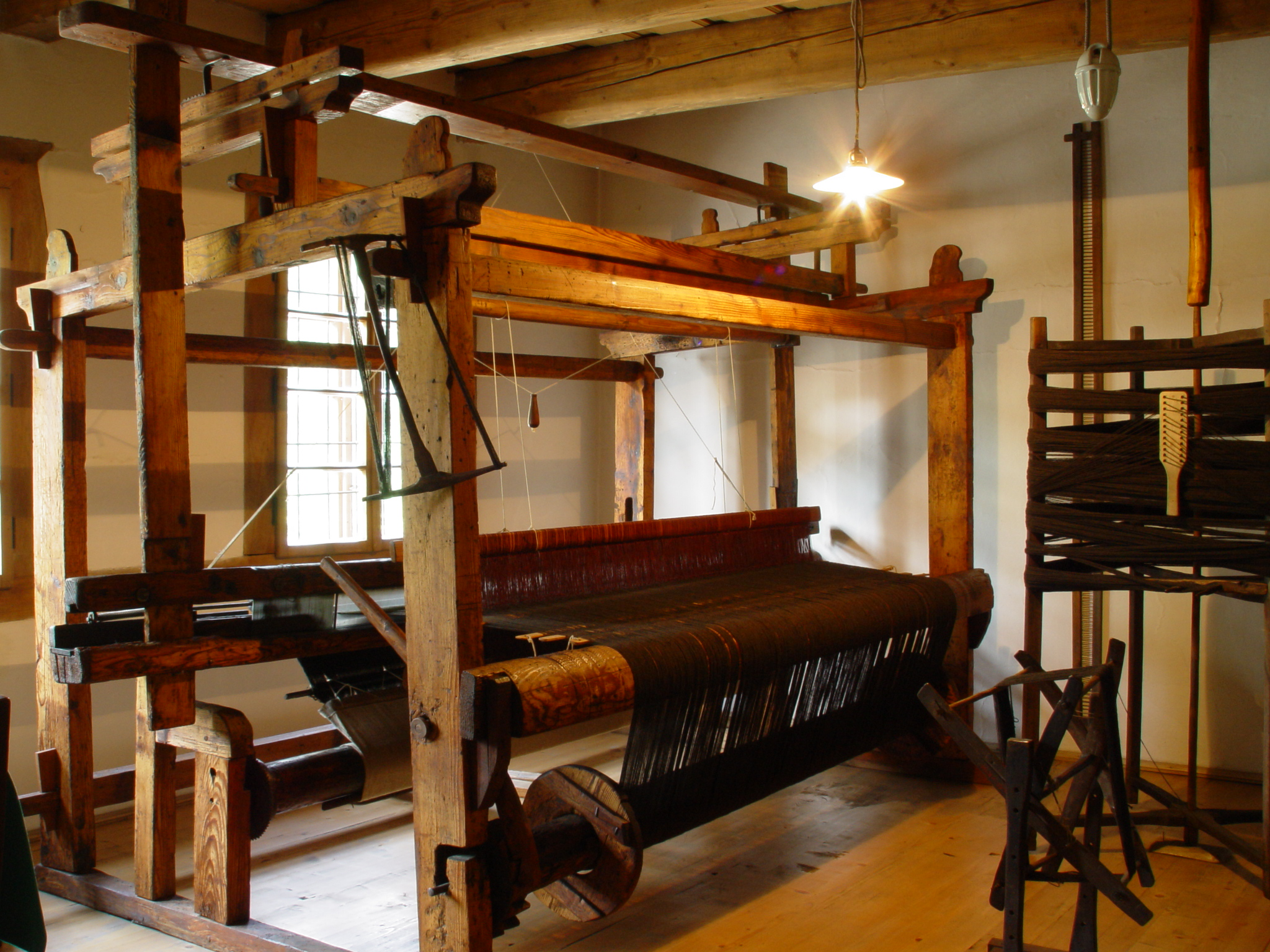
Museo Casa del Tessitore
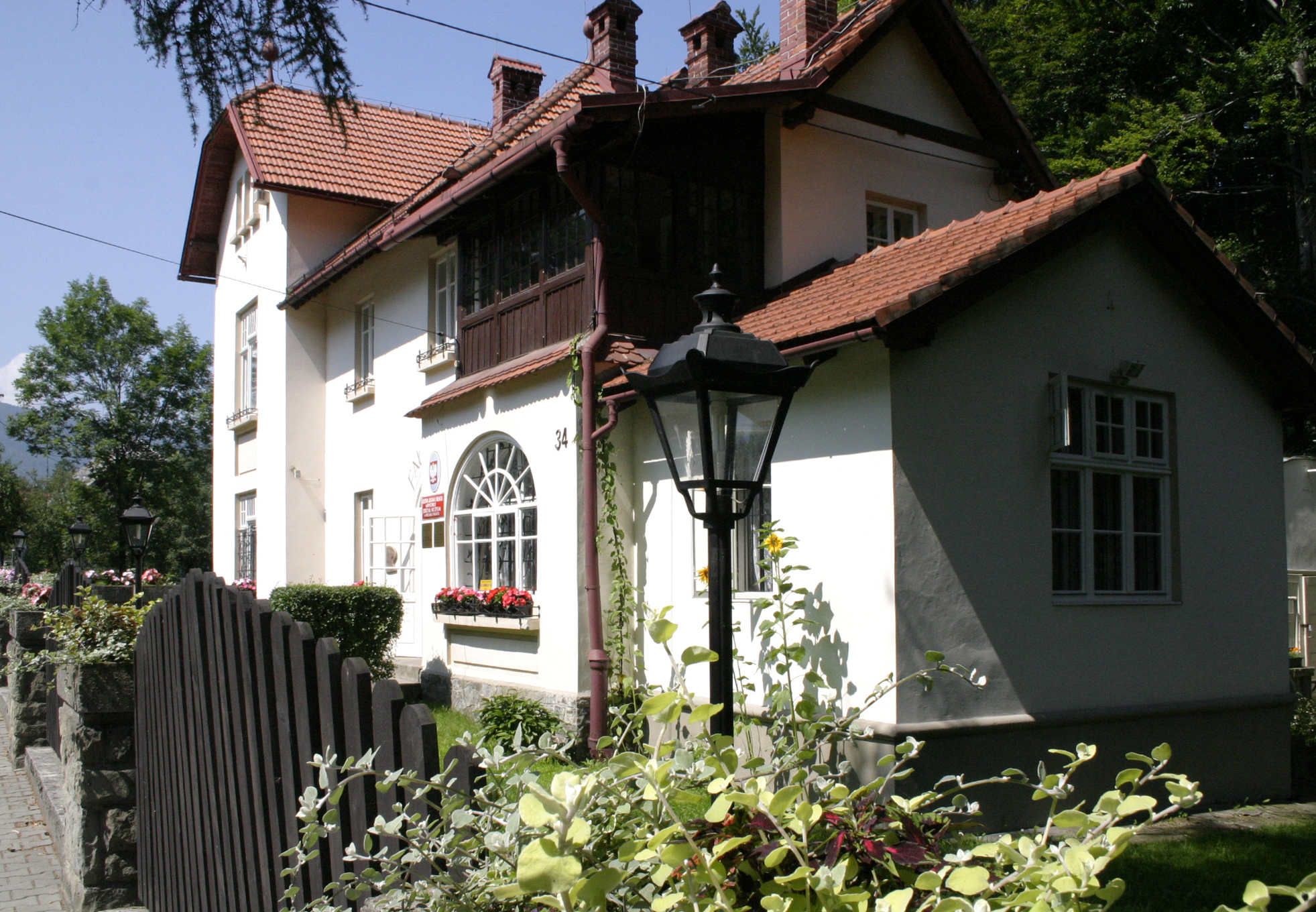
Museo di Julian Fałat
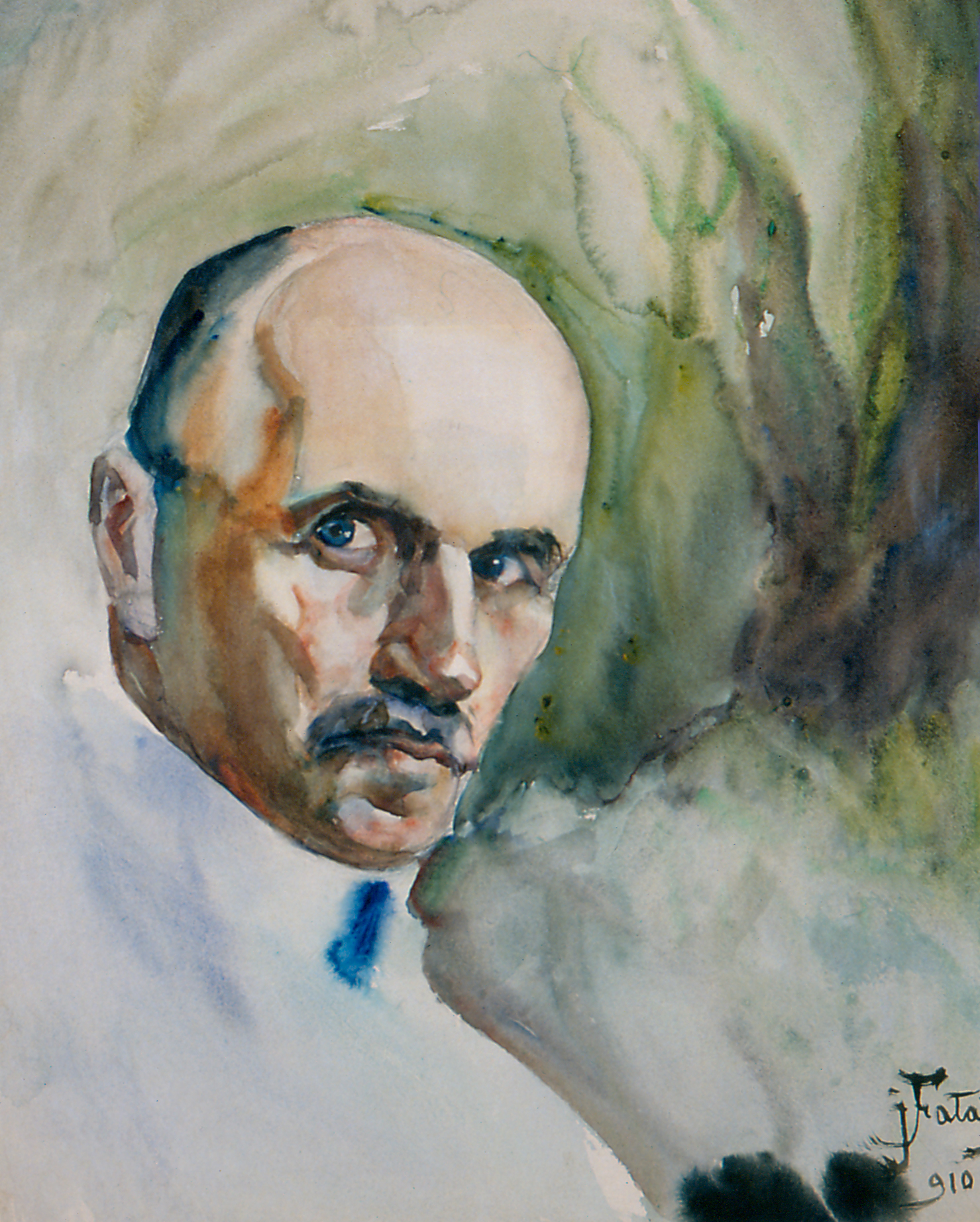
Julian Fałat
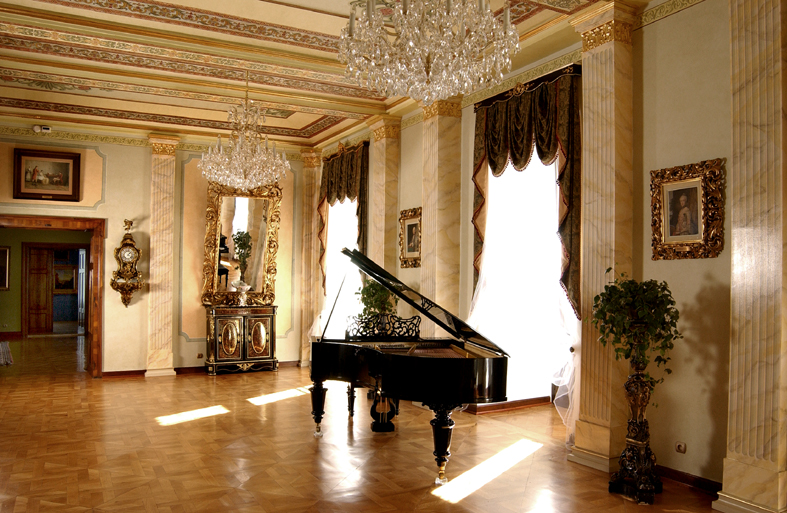
Museo di Bielsko-Biała